# Васильев, Николай Александрович (журналист)
Николай Александрович Васильев (род. 5 сентября 1974, Москва) — российский журналист и медиаменеджер, издатель. Генеральный директор, главный редактор Издательского дома «Трибуна». Член Союза журналистов России.
Награждён медалью Союзного государства России и Белоруссии «За безупречную службу», Почетным знаком Союза журналистов России «За заслуги перед профессиональным сообществом», медалью Николая Озерова приказом Министра спорта, туризма и молодёжной политики РФ и другими наградами. В декабре 2010 года провел первую презентацию российского издания в Европейском парламенте, представив книгу Издательского дома «Трибуна» «Латвийский кандидат».

## Биография
Родился 5 сентября 1974 года в Москве.
Окончил Академию народного хозяйства при Правительстве РФ по специальности «Менеджмент» и Московскую высшую школу социальных и экономических наук по специальности «Социология».
Стажировался в Великобритании и Франции. Имеет степень Магистра социологии Манчестерского университета (Великобритания).
С 1996 по 1998 гг. работал в рекламном агентстве DMB&B Moscow (D’Arcy) — менеджером по исследованиям, затем менеджером по стратегическому планированию.
С 1998 по 2003 гг. занимал должности медиа-директора, а затем Исполнительного директора рекламного агентства «NFQ».
С 2003 по 2004 гг. — Директор по рекламе, затем Заместитель коммерческого директора ОАО «НТВ».
С 2004 по 2005 гг. — Начальник отдела маркетинга, директор управления по рекламе «Газпром-Медиа».
С сентября 2005 года — Заместитель Генерального директора ОАО «Известия».
С декабря 2006 года — Генеральный директор ЗАО Редакция газеты «Трибуна».
С ноября 2007 года — Генеральный директор ЗАО Издательский дом «Трибуна».
С апреля 2012 года — Главный редактор общественно-политической газеты «Трибуна».